# شهرستان نیو لندن (کنتیکت)
شهرستان نیو لندن، کنتیکت (به انگلیسی: New London County, Connecticut) یک سکونتگاه مسکونی در ایالات متحده آمریکا است که در کنتیکت واقع شده‌است.

## خصوصیات
شهرستان نیو لندن ۱٬۹۹۹٫۴۸ کیلومترمربع مساحت دارد.